# Galium tubiflorum
Galium tubiflorum är en måreväxtart som beskrevs av Friedrich Ehrendorfer. Galium tubiflorum ingår i släktet måror, och familjen måreväxter. Inga underarter finns listade i Catalogue of Life.